# Riserva naturale Pigelleto
La riserva naturale Pigelleto è un'area naturale protetta situata nel comune di Piancastagnaio, in provincia di Siena. La riserva è stata istituita nel 1996 e occupa una superficie di 862 ettari.

## Territorio
La zona è situata nel comune di Piancastagnaio (Monte Amiata, a 827m s.l.m.). Dominata dal poggio Pampagliano, poggio la Roccaccia e dal poggio Roccone, funge da spartiacque tra il bacino del fiume Fiora e quello del Paglia. La zona, come gran parte del territorio amiatino, ha un sottosuolo ricco di cinabro (il minerale da cui si estrae il mercurio, un tempo utile per la produzione bellica) e, per questo, in passato è stata sfruttata minerariamente.

## Fauna
La fauna, rappresenta il variegato estratto delle specie presenti sull'Amiata: caprioli, daini, cinghiali tra gli ungulati, ma anche istrici, tassi, martore, lepri, faine, volpi, tutte specie tipicamente presenti nel territorio, ma anche una crescente popolazione di lupi, reinseriti, allo scopo di controllare il numero delle specie da essi predate (cinghiali e caprioli), ma già presenti prima del rilancio alcuni esemplari autoctoni. Tra i rettili, sono presenti alcune specie di serpenti, come il biacco, il colubro liscio, le vipere e la biscia. e tra gli anfibi: il rospo comune, il tritone, la particolare rana rossa e la ormai rarissima salamandra tergiditata (detta anche dagli occhiali) anfibio endemico, tipico dell'habitat. Tra gli uccelli è presente una consistente presenza di rapaci, come l'allocco, il barbagianni, la civetta, la poiana e il falco pellegrino.Tra i faggi e gli abeti, nidifica anche il ciuffolotto e la cincia bigia, che è un passeriforme. Sono presenti le specie del picchio rosso, picchio verde e il "torcicollo" (particolare picchio che usa picchiare gli alberi con la testa girata di sessanta gradi).

## Flora
La zona protegge un vasto comprensorio boscato, tra cui spiccano specie vegetali tipicamente montane, anche in via di estinzione come l'abete bianco, caso più unico che raro negli Appennini.È anche su questo proposito che nasce la riserva: la protezione del "abies alba"(abete bianco), è un impegno che ha portato la comunità montana locale Amiata- val d'Orcia a sostenere il progetto LIFE TUCAP,piano approvato e cofinanziato dalla commissione europea nel 2004, volto al mantenimento dell'integrità genetica di specie autoctone. Esistono inoltre anche altre specie autoctone protette dallo stesso progetto come quelle di taxus baccata detto tasso, un tipo di conifera ormai decimata dalle glaciazioni, quindi anch'essa alquanto rara. A queste specie, si aggiungono i più comuni faggi (si definisce il patrimonio forestale del pigelleto come abetina-faggeta) ma anche cerri e, dove il bosco si dirada il posto è generalmente occupato dall'acero, l'ornello, il rovere e il ciavardello. Degno di essere menzionato è anche l'altrettanto ricco sottobosco dove è possibile osservare arbusti sempreverdi, quali l'agrifoglio, il ginepro, il pungitopo, il vischio e l'edera, erroneamente considerata una specie parassita.